# Каньйон Ітака
Ітáка - найбільший каньйон на супутнику Сатурна Тефія, відкритий у 1980 році супутником «Вояджер-1», та названий на честь грецького острова Ітака. Він простирається до 100 км завширшки, 3-5 км завглибшки і 2 000 км завдовжки (3/4 кола Тефії); усередині каньйону багато довгих паралельних западин і хребтів. 

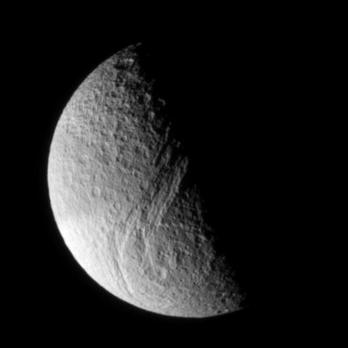
Тефія. Каньйон Ітака тягнеться від центру вниз.

Вік каньйону оцінюється в 4,0 або 0,4-3,3 мільярда років.

## Походження
Існує дві основні гіпотези щодо того, як утворилась Ітака. Одна з них полягає в тому, що вона утворилася в результаті застигання внутрішнього глобального океану рідкої солоної води Тефії, що призвело до розширення супутника і розтріскування його поверхні для розміщення додаткового об'єму всередині. Більш ранні кратери, утворені до застигання Тефії, ймовірно, були стерті геологічною активністю до того часу.
Підземний океан Тефії, який, можливо, існував на ранніх етапах її історії, раніше не замерзав завдяки істотній витягнутості орбіти супутника, через що каньйон не утворювався. Ця витягнутість призводила до зміни на кожному оберті величини приливних сил. У результаті надра Тефії регулярно деформувалися, що супроводжувалося тертям і нагріванням. Пізніше, вона вийшла з орбітального резонансу з іншим супутником Сатурна Діона, який був причиною витягнутості орбіти супутника, та орбіта Тефії скруглилася. 
Альтернативна гіпотеза полягає в тому, що він утворився одночасно з великим кратером Одіссей, який лежить біля полюса Ітаки. Коли стався удар, який створив Одіссей, ударна хвиля, можливо, пройшла через Тефію і спричинила кільцевий розлом, аналогічний зовнішньому кільцевому грабену багатократних ударних басейнів, однак визначення віку на основі підрахунку кратерів на зображеннях Кассіні з високою роздільною здатністю показало, що Ітака старша за кратер Одіссей, що робить гіпотезу про зіткнення малоймовірною. 